# Ça bulle !
Ça bulle ! (Fish Hooks) est une série télévisée d’animation américaine créée par Noah Z. Jones et diffusée entre le 3 septembre 2010, et le 4 avril 2014 sur Disney Channel. Elle a aussi été rediffusée sur ABC Family dès janvier 2011.
En France, la série est diffusée depuis le 14 février 2011 sur Disney Channel et du 9 janvier 2013 au 23 janvier 2013 sur M6 dans Disney Kid Club.

## Synopsis
Ça bulle ! présente les aventures de trois poissons adolescents anthropomorphes nommés Milo, Bea et Oscar, découvrant les difficultés et les bonheurs de la vie au lycée Clairefontaine.

## Production

### Développement
En 2009, le président du divertissement Gary Marsh explique que « l'équipe de Ça bulle ! a créé une série d'animation inventive à la télévision. » La série est produite grâce à un mélange d'animation numérique en 2D et à des montages photo. La série est créée et coproduite par l'illustrateur d'ouvrages pour enfants Noah Z. Jones et adapté à la télévision par Alex Hirsch et Bill Reiss.
Le 23 septembre 2013, Tom Warburton annonce la troisième et dernière saison de la série.

## Fiche technique
- Titre français : Ça bulle !
- Titre original : Fish Hooks
- Création : Noah Z. Jones
- Réalisation : Maxwell Atoms, William Reiss, C.H. Greenblatt, Tom Warbuton, Derek Evanick, Diana Lafyatis
- Scénario : Maxwell Atoms, William Reiss, Alex Hirsch, Ian Wasseluk, Derek Evanick, Alex Almaguer, Niki Yang, Carl Faruolo, Clayton Morrow, Diana Lafyatis, C.H. Greenblatt, Neil Graf, Blake Lemons, Tom Warburton, Darin McGowan, Sherm Cohen, Carson Kugler, David Shair, Joe Johnston, Audie Harrison, Tyler Chen, Dominic Bisignano, Kyle Carrozza,
- Musique : Andy Sturner
- Production : 
  - Producteur(s) exécutif(s): Maxwell Atoms, Noah Z. Jones
- Société(s) de production : Disney Television Animation
- Langues : Anglais, Français, Allemand
- Diffusion :  États-Unis,  France
- Durée : 11 minutes-22 minutes (spéciaux)

## Personnages
- Milo : jeune poisson fréquentant le lycée Clairefontaine. Maladroit, il s'attire sans arrêt des ennuis.
- Oscar : frère de Milo dont il partage le bocal. Secrètement amoureux de Béa.
- Bea : meilleure amie de Milo et Oscar.
- Jean Poulpieuvre : pieuvre, la terreur du lycée.
- Clamantha : palourde, entre autres présidente de la chorale et du journal du lycée. Elle est aussi amoureuse d'Oscar.
- M. Baldwin : hippocampe mâle et donc souvent enceint, c'est un des (mauvais) professeurs du lycée.
- Pirahnica : piranha, amie de Jean Poulpieuvre.
- Shellsea : meilleure amie de Bea, sérieuse et discrète. Aussi amoureuse de Steve Jackson.
- Esmargot : escargot de mer dépressive.
- Koi : amie de Bea avec un petit problème de poids.
- Albert Muda : méduse. Le premier de la classe et donc la tête de turc.
- Jumbo Maxi Crevette : crevette. Meilleur ami d'Albert, collectionneur invétéré.
- Coach Saumon : le prof d'éducation physique.
- Steve Jackson : riche et séduisant. Fait tourner les têtes de toutes les filles.
- M. Mollusque : moule. Une des professeurs du lycée qui fait peur à Albert Muda.
- Principal Bâtonnet: oursin. Le directeur du lycée Clairefontaine.

## Épisodes
La série est annoncée au Canada le 3 septembre 2010, puis diffusée le 25 septembre 2010 sur Family. Elle est également diffusée là-bas sur Disney XD depuis le 1er juin 2011.
La série est également diffusée à l'international sur les autres versions de la chaîne Disney Channel. Au Royaume-Uni et en Irlande, elle est annoncée le 17 septembre 2010, et diffusée le 6 novembre 2010. En Australie et en Nouvelle-Zélande, elle est annoncée le 2 octobre 2010, et diffusée le 23 novembre 2010. À Singapour, aux Philippines, et en Malaisie, elle est diffusée depuis le 1er avril 2011. Elle est annoncée le 15 janvier 2011, et diffusée le 12 février 2011 en Afrique du Sud.

## Distinctions
| Date | Association                   | Catégorie                           | Nomination | Résultat   |
| ---- | ----------------------------- | ----------------------------------- | --- | ---------- |
| 2011 | Environmental Media Awards    | Série pour enfants                  | Le héros écolo | Nomination |
| 2011 | BAFTA Awards - International  | Série préférée                      | - | Lauréat    |
| 2012 | Annie Awards                  | Scénario d'une production télévisée | - Blake Lemons - William Reiss - C.H. Greenblatt - Derek Evanick - Diana Lafyatis - Épisode Bulles School Musical | Nomination |
| 2012 | Kids' Choice Awards Argentina | Meilleure série d'animation         | - | Nomination |

## Distribution

### Voix originales
- Kyle Massey : Milo
- Chelsea Kane : Béa
- Justin Roiland  : Oscar
- Kari Wahlgren : Shellsea
- Alex Hirsh : Clamantha/Fumble
- Atticus Shaffer : Albert
- Steven Christopher Parker : Jumbo
- Kimberly Mooney : Finberley
- Rachel Dratch : Esmargot
- John DiMaggio : Jean Poulpieuvre
- Dana Snyder : Monsieur Baldwin
- Jerry Stiller puis Jeff Bennett : Principal Stickler
- Josh Sussman : Randall "Randy" Pincherson
- Dave Wittenberg : Pass
- Roger Craig Smith : Punt

### Voix françaises
- Sébastien Hébrant : Milo
- Séverine Cayron : Béa
- Maxime Donnay : Oscar
- Jennifer Baré : Clamantha
- Michel Hinderyckx : M. Baldwin
- Gauthier de Fauconval : Steve Jackson, Randy Pincefort
- Mélanie Dermont : Chelsea
- Jean-Pierre Denuit : Riff
- Alessandro Bevilacqua : Dr Coa, Luca MP3
- Martin Spinhayer : le principal Bâtonnet

#### Version française
- - Studio de doublage : Dubbing Brothers
  - Direction artistique : Jean-Pierre Denuit